# WINNERS (企業)
株式会社WINNERS（ウィナーズ、英語: WINNERS Corporation）は、千葉県松戸市に本社を置く日本の企業。建築・建設業を中心に扱う求人雑誌の発行、求人サイトの運営を行なっている。

## 概要
主に関東の建築・建設業を中心に取り扱う求人情報サイト「POWER WORK（パワーワーク）」を運営。
働き盛りの若手の人材不足に伴い、多くの求職者に建築・建設業、運送、ドライバー、警備業、資源循環業などの業種・職種への就職を促す媒体。誌面では仕事現場の取材や特集を組み、｢かっこよさ｣や｢仕事のやりがい｣などの魅力を中心にアピールしている。
- 出版
- ポータルサイト運営
- 求人情報サイト運営
- 広告代理

## 主なサービス
- POWER WORK（建築・建設業向けの求人情報サイト）
- シゴトチャンネル（業界支援コンテンツサイト）
- POWER WORK SELECTION（選ばれた企業による建設業界を盛り上げるコミュニティ）
- POWER WORK PLUS（SNSと連携した建築・建設業向けの求人情報サイト）
- POWER WORK シンソツ（SNSと連携した建築・建設業向けの新卒・第二新卒求人情報サイト）
- POWER WORK パートナー（建築・建設業向けの協力会社募集情報サイト）
- POWER WORK キャリア（建築・建設業向けの管理者や資格取得を目指す情報サイト）
- POWER WORK PRO（親会社を探す、協力会社を探す、ビジネスマッチングサイト）
- POWER WORK MALL（建設業に特化した新たなモール型ECサイト）
- POWER WORK DX（建設業の毎日を一元管理するDXクラウドサービス）

## 沿革
- 2010年 8月 - 株式会社 WINNERS（ウィナーズ）設立
- 2011年
  - 6月 - 汗で稼ぐ人の求人情報「POWER WORK」をスタート。求人情報誌・求人情報サイトの発刊及び運用を開始
  - 12月 - 東京オフィス開設
- 2013年 10月 - 本社事務所を松戸市北松戸より松戸市松戸へ移転。
- 2016年 11月 - フランチャイズ事業を開始
- 2018年 12月 - 求人情報サイトPOWER WORKに、現場で選ぶ転職ページ「パワーワークジャンプ」が開設
- 2019年
  - 2月 - 求人情報サイトPOWER WORKスマホ版が全面リニューアル
  - 4月 - 求人情報サイトPOWER WORKパソコン版が全面リニューアル
  - 7月 - 業界支援「シゴトチャンネル」を開始
- 2020年
  - 6月 - 求人情報サイト｢POWER WORK TRUST｣の運用を開始
- 2022年
  - 7月 - 求人情報誌のサービスを終了、WEB事業へ移行
  - 7月 - SNS感覚で掲載できる求人サービス「POWER WORK PLUS」サービス開始
- 2023年
  - 2月 - 選ばれた企業による建設業界を盛り上げるコミュニティ「POWER WORK SELECTION[1]（パワーワークセレクション）」サービス開始
  - 2月 - SNSを活用した無駄のない新卒コンテンツ「POWER WORK シンソツ」求人サービス開始
  - 2月 - 人も企業も業界も加速的な成長へ「POWER WORK キャリア」求人サービス開始
  - 2月 - 「企業と企業」を結ぶ協力会社専門の募集サイト「POWER WORK パートナー」サービス開始
  - 2月 - 建設業に特化したダイレクトマッチングサービス「POWER WORK PRO」サービス開始
  - 4月 - 建設業のデジタル改革「POWER WORK DX」サービス開始